# Saint-Patrice (Indre-et-Loire)
Pour les articles homonymes, voir Saint-Patrice.
Saint-Patrice est une ancienne commune française du département d'Indre-et-Loire, dans la région Centre-Val de Loire.

## Géographie
La commune de Saint-Patrice, est située à 40 kilomètres à l’ouest de Tours et à 10 kilomètres de Langeais sur la rive droite de la Loire.
Les deux tiers du territoire communal sont situés sur le plateau qui domine (point culminant 114 m) la rive nord de la Loire.

## Histoire
La présence humaine à Saint-Patrice est attestée depuis au moins l'Antiquité, avec une nécropole en bordure d'une voie antique de Tours à Angers et une grande villa sur le versant du coteau surplombant la Loire. Le nom de la commune est apparu pour la première fois dans les textes dès 920, dans un diplôme de Charles le Simple, sous la forme de Patricius : domaine de Patricius. Ce nom, d’origine gallo-romaine, a été ensuite  christianisé grâce au patronage de saint Patrice. En 1032, l’église de Saint-Patrice fut donnée par le seigneur du lieu à l’abbaye de Noyers, ainsi qu’une certaine étendue de terre, à charge pour elle d’y « créer un bourg ».
Rochecot fut la principale seigneurie du lieu. Marie du Bellineau acheta cette terre en son nom propre en 1700 ; elle avait épousé en 1669 René Guillon, trésorier de France à Tours l'année suivante, et transmit le château à leur fils cadet Louis-Claude (1684-1752), officier au régiment de Bourbon ; il acquit la baronnie de Coulombiers, près de Lusignan en Poitou, en 1715. Il s'était marié l'année précédente avec Françoise Bouin, de Chatellerault, qui lui donna neuf enfants, dont cinq survécurent. Ses deux fils lui succédèrent, Louis-François (1715-1764), officier resté célibataire, puis le second, Fortuné (1729-1790), officier au régiment d'Orléans-cavalerie, qui fut  créé marquis de Rochecot (avec union de Saint-Patrice) en 1767. Il fit reconstruire le château, dont le domaine s'étendait sur 1500 arpents. Son épouse, Marie-Françoise Doucet du Gué, de Chinon, lui donna une fille, Marie-Françoise-Adélaïde (1763-1821), devenue marquise de Goddes de Varennes, et un fils Louis-Fortuné (1765-1798), officier au régiment du Roi-infanterie, qui se distingua comme combattant royaliste sous la Révolution ; il finit fusillé à Paris, sans enfants. Le domaine est vendu comme bien d'émigré. 
Le château, appelé Rochecotte, revint ensuite aux Goddes de Varennes (sa sœur le récupère sous le Consulat), à sa fille unique Gabrielle, unie à Pierre de la Motte-Baracé, marquis de Sénonnes, puis est vendu (1824) aux Lasselle de Ligné, et (dès 1825 ou 1828 ?) à la duchesse de Dino, qui y reçut, outre son oncle Talleyrand, de nombreuses personnalités. Elle le donna ensuite (1847) à sa fille, la marquise de Castellane, et il resta dans cette famille jusqu'à sa vente en 1978 ; le précieux mobilier fut dispersé.
Le 6 août 1944, 105 hommes et 15 femmes quittent la prison du Pré-Pigeon d'Angers. Ils sont conduits dans des camions à la gare d'Angers. Ce convoi est composé de wagons de marchandises et de quatre wagons à bestiaux pour les prisonniers. Les Américains sont à moins de 50 km d'Angers.(Angers sera libérée quelques jours plus tard, le 10 juillet). Le 7 août vers 15 heures, le convoi se trouve à l'arrêt en gare de Saint-Patrice quand il est mitraillé par l'aviation alliée. Au moins, quatre prisonniers réussissent à s'évader. Les autres sont conduits à La Ville-aux-Dames, près de Tours, rejoindre les prisonniers du convoi de Langeais. Les prisonniers arriveront le 15 août 1944 au fort Hatry de Belfort, et seront déportés dans divers camps de concentration (Struthoff, Neuengamme et Ravensbrück pour les femmes),,,.
Le 1er janvier 2017, elle est intégrée à la commune nouvelle de Coteaux-sur-Loire dont elle constitue le chef-lieu.

## Politique et administration
| Période                                  | Période          | Identité      | Étiquette | Qualité                    |
| ---------------------------------------- | ---------------- | ------------- | --------- | -------------------------- |
| mars 2001                                | mars 2008        | Pierre Bardet | DVG       |                            |
| mars 2008                                | 31 décembre 2016 | François Augé | DVG       | Retraité Fonction publique |
| Les données manquantes sont à compléter. |                  |               |           |                            |

## Démographie
L'évolution du nombre d'habitants est connue à travers les recensements de la population effectués dans la commune depuis 1793. À partir du 1er janvier 2009, les populations légales des communes sont publiées annuellement dans le cadre d'un recensement qui repose désormais sur une collecte d'information annuelle, concernant successivement tous les territoires communaux au cours d'une période de cinq ans. 
Pour les communes de moins de 10 000 habitants, une enquête de recensement portant sur toute la population est réalisée tous les cinq ans, les populations légales des années intermédiaires étant quant à elles estimées par interpolation ou extrapolation. Pour la commune, le premier recensement exhaustif entrant dans le cadre du nouveau dispositif a été réalisé en 2007,.
En 2014, la commune comptait 671 habitants, en évolution de −1,47 % par rapport à 2009 (Indre-et-Loire : +2,63 %, France hors Mayotte : +2,49 %).
| 1793 | 1800  | 1806  | 1821  | 1831  | 1836  | 1841  | 1846  | 1851  |
| ---- | ----- | ----- | ----- | ----- | ----- | ----- | ----- | ----- |
| 924  | 1 057 | 1 044 | 1 046 | 1 128 | 1 216 | 1 184 | 1 241 | 1 205 |

| 1856  | 1861  | 1866  | 1872  | 1876  | 1881  | 1886  | 1891  | 1896  |
| ----- | ----- | ----- | ----- | ----- | ----- | ----- | ----- | ----- |
| 1 189 | 1 186 | 1 185 | 1 233 | 1 210 | 1 193 | 1 179 | 1 132 | 1 179 |

| 1901  | 1906 | 1911 | 1921 | 1926 | 1931 | 1936 | 1946 | 1954 |
| ----- | ---- | ---- | ---- | ---- | ---- | ---- | ---- | ---- |
| 1 062 | 977  | 896  | 772  | 793  | 700  | 698  | 742  | 688  |

| 1962 | 1968 | 1975 | 1982 | 1990 | 1999 | 2007 | 2012 | 2014 |
| ---- | ---- | ---- | ---- | ---- | ---- | ---- | ---- | ---- |
| 635  | 593  | 589  | 560  | 593  | 639  | 681  | 660  | 671  |

## Culture locale et patrimoine

### Lieux et monuments
- Château de Rochecotte
- Un ensemble de sentiers communaux situés dans la vallée, sur le coteau, dans la forêt, ont été balisés, sont entretenus et offrent aux promeneurs, marcheurs ou « vététistes », de belles possibilités de détente et de découverte. Un panneau en donnant le plan est situé place de l’Abbé-Fleurat (face à l’église), un dépliant est à votre disposition à la mairie.

### Personnalités liées à la commune
Château de Rochecotte
- Fortuné Guyon de Rochecotte

- Talleyrand
- Dorothée de Courlande
- Pauline de Talleyrand-Périgord
- Boniface de Castellane (1867-1932)
- Jean de Castellane
- Maison de Castellane
- Emilio Terry

### Héraldique
| Blason de Saint-Patrice | Les armes de Saint-Patrice se blasonnent ainsi : D'argent aux trois trèfles de sinople, au chef d'azur chargé de trois fleurs de lys d'or . |